# Grand Geyser

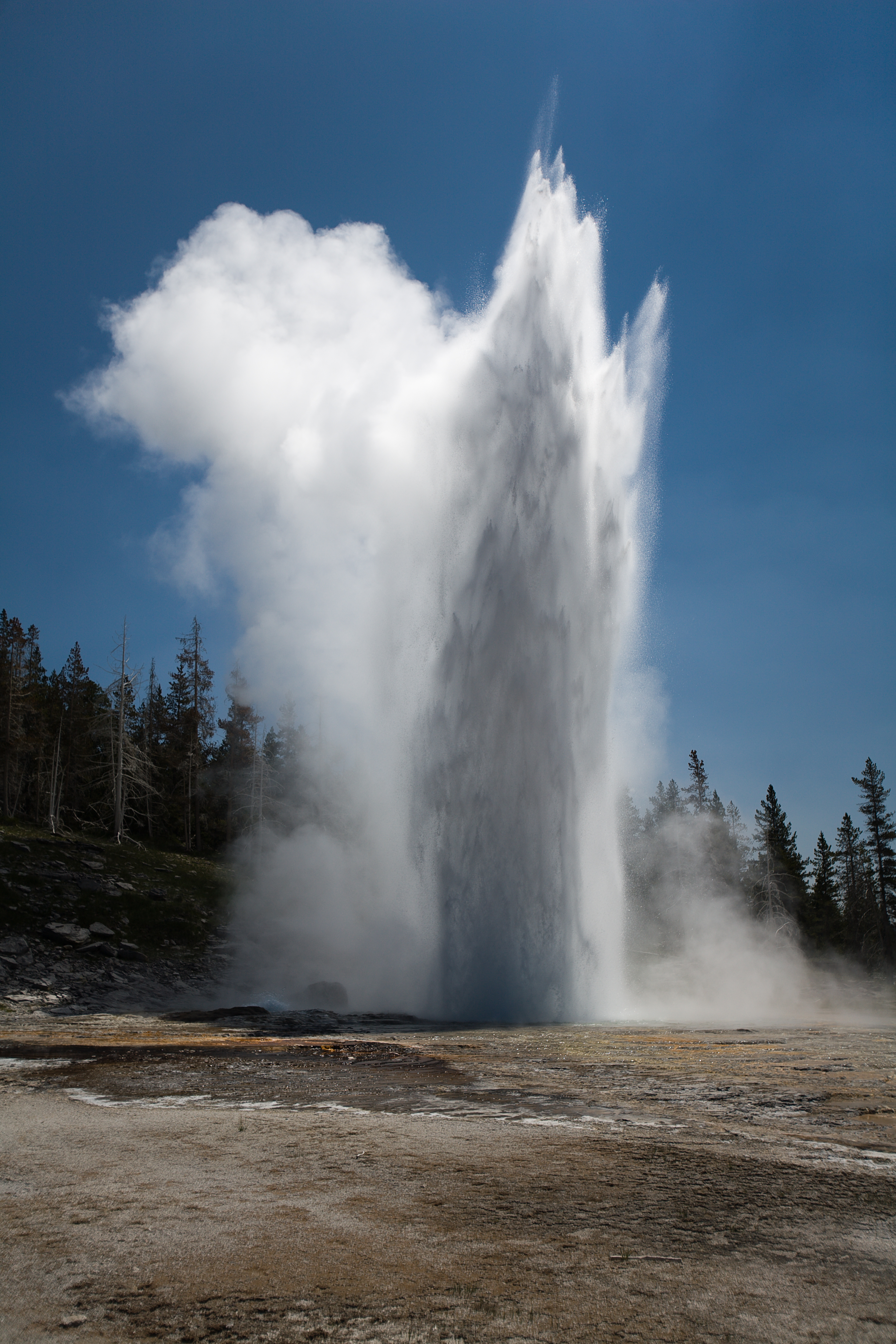
Grand Geyser v červenci 2008

Grand Geyser je gejzír fontánového typu, který se nachází v Yellowstonském národním parku na území amerického státu Wyoming v nadmořské výšce 2 234 m. Je nejvyšším pravidelně tryskajícím gejzírem na světě, sloupec vody může dosáhnout výšky až 61 metrů (Steamboat Geyser může mít až 91 metrů, ale mezi jeho jednotlivými výbuchy často uplyne i několik let). K erupcím dochází v intervalu sedmi až patnácti hodin a trvají osm až dvanáct minut. Po uklidnění hlavního výstřiku může následovat jeden až tři kratší, ale srovnatelně vysoké. Při erupci se jezírko v kráteru nad kamennou tryskou vyprázdní a trvá okolo pěti hodin, než se zase naplní.
Grand Geyser spolu s okolními menšími gejzíry tvoří oblast zvanou Grand Geyser Complex. Je pod zemí propojen se sousedními prameny Vent Geyser a Turban Geyser, které obvykle vybuchují zhruba současně s ním.
Gejzír popsal a pojmenoval v roce 1871 Ferdinand Vandeveer Hayden.